# Avicii
Tim Bergling, kendt under kunstnernavnet Avicii (født Tim Lidén den 8. september 1989 i Stockholm, død 20. april 2018 i Muskat i Oman) var en svensk discjockey, musiker, sangskriver og musikproducer. Flere medier nævner ham som en af de dj's, der populariserede den elektroniske musik i begyndelsen af 2010'erne.
Han indledte sin karriere som 16 årig, da han lagde remix af elektronisk musik ud på internetfora, hvilket førte til en pladekontrakt. Han fik sit gennembrud i 2010, under navnet Tim Berg, med singlen "Bromance". I 2011 udgav han "Levels", der strøg til tops på hitlisten, og gjorde ham til en af de mest kendte kunstnere i verden. I 2012 var han hovednavn på Ultra Music Festival, den største elektroniske musikfestival i verden. Her spillede han med Madonna. I 2013 udgav han singlen Wake Me Up", der blev den 2. mest spillede sang i 2013 på musiktjenesten Spotify.
True gav Avicii international opmærksomhed, og han turnerede på det tidspunkt rundt om i verden. I 2015 udgav han sit andet studiealbum, Stories, men året efter meddelte han, at han stoppede med at turnere af helbredsmæssige årsager.
Avicii modtog to Grammynomineringer: "Sunshine" med David Guetta (2012) og "Levels" (2013).
Den 20. april 2018 begik Avicii selvmord i Omans hovedstad Muscat.

## Opvækst og privatliv
Tim Bergling blev født den 8. september 1989 i bydelen Östermalm i Stockholm. Han var søn af forretningsmanden Klas Bergling og den kendte skuespiller Anki Lidén. Han gik på Östra Real Gymnasiummet i Östermalm. Bergling var et indadvendt barn, som i en tidlig alder udviste tegn på angst. Som ung led han af akne, som var en stor usikkerhed.
Fra 2011 til 2013 datede Bergling den amerikanske studerende Emily Goldberg, som afgik ved døden i 2024. Efterfølgende datede han den canadiske model Racquel Bettencourt, indtil slutningen af 2014. Fra 2017 og frem til hans død, datede han den tjekkiske model Tereza Kacerova.

## Karriere

### Tidlige karriere (2006-2010)
Bergling begyndte i 2005 med at producere musik, efter hans ven introducerede ham til musikprogrammet FL Studio. Han begyndte i 2006 at poste hans musik på svenske forummer, under navnet "Timberman". På disse forummer, blev han opdaget af hans kommende manager, Arash Puornouri, der tilbød han en pladekontrakt. I 2008 udgav han hans første single "Manman", via. Pete Tongs pladeselskab. Sangen havde vundet en konkurrence på BBC, og fik derfor en udgivelse. I 2008 blev han signeret til det australske Vicious Grooves, hvor han udgav singlen "Sound Of Now".
Han udgav i 2008, 2009 og 2010 flere singler årligt. Herunder "Street Dancer", "Ryu", "Even" og "So Excited". Dog nåede ingen af sangene nogen stor kommercielt succes. Hans første hit, hed "Seek Bromance" og blev udgivet under navnet Tim Berg. Sangen blev udgivet den 14. april 2010, og samplede Samuele Martinis "Love U Seek". Sangen nåede nr. 5 på den danske Hitliste.

### Gennembruddet (2011-2012)
Efter succesen med "Seek Bromance", udgav han samme år sangen "My Feelings For You" med Sebastien Drums. Sangen blev nr. 34 på den belgiske hitliste. I 2010 udgav han via. BBC Radio One hans mix "Avicii Essential Mix 2010", hvor han spillede hans kommende sang "Levels" for første gang. Sangen blev dengang kaldt "Unnamed".
Den 28. oktober 2011 udgav Bergling Levels, som opnåede stor succes kommercielt. Sangen nåede straks hitlisterne verden over, hvor den blev nr. 1 i Sverige, Norge, Skotland og Holland. Sangen har senere opnået en status som en af de største sange i elektronisk musikhistorie. I 2011 blev Bergling også kåret som den sjette bedste DJ i verden.
I 2012 forsatte Bergling succesen med sangene "I Could Be The One", "Silhouettes" og "Fade Into Darkness". Alle nåede hitlisterne verden over, og sikrede Bergling en tredjeplads på top 100 DJs. I 2012 blev Bergling indlagt på et hospital i New York med akut pancreatitis i 11 dage. Samme år var Bergling hovednavnet til Ultra Music Festival. Bergling skrev også historie, da han var den første DJ til at spille på Radio City Music Hall i New York.

### "True" og yderligere helbredsproblemer (2013-2014)
I 2013 udgav Bergling sangen "X You" i samarbejde med den svenske virksomhed Ericsson. Sangens ide var at skabe den største musikkollaboration, og det endte med at over 4.000 artister verden over var med til at producere sangen. Han udgav også sangen "Speed" i forbindelse med F1 løbet i 2013.
Imens Bergling turnerede i Asien, blev han indlagt på et hospital i Melbourne med akut galdeblærebetændelse. Der blev han rådet til at få galdeblæren fjernet, men Bergling nægtede idet han ville færdiggøre hans kommende album.
Bergling var hovednavn i 2013 til Ultra Music Festival, hvor han efter 40 minutter afbrød musikken. Pludselig begyndte livemusik at spille, og tonerne til hans kommende single "Wake Me Up" blev spillet. Det endte med at Bergling blev buhet af scenen, og på flere sociale medier stillede folk kritiske spørgsmål til hans optræden. Kritikken blev dog senere hen afbrudt, da Bergling på SoundCloud udgav "Avicii Promo Mix 2013". Mixet indeholdt Berglings kommende sange i studieversion, og det blev hurtigt populært.
Den 17. juni 2013 udgav Bergling sangen "Wake Me Up". Sangen er stadig Berglings største hit til dato, og gik nr. 1 i 22 lande inklusiv Danmark. Sangen blev senere hen i 2023, certificeret som den bedst sælgende dansesang nogensinde. Senere samme år, den 30. august, udgav Bergling sin anden single "You Make Me". Sangen var i top 10 i 10 lande, og opnåede også stor kommerciel succes. Den tredje single, "Hey Brother", blev udgivet den 9. oktober 2013. Sangen var nr. 1 i over 10 lande, og top 10 i endnu flere.
Den 13. september 2013, udgav Bergling debutalbummet "True", som stadig er hans mest succesfulde album. Albummet var revolutionerende indenfor branchen, idet det indeholdt flere country og bluegrass elementer i sangene. Albummet blev rost af mange musikmagasiner heriblandt Rolling Stones.
I 2014 og 2015, samarbejdede Bergling med Coldplay på sangene "A Sky Full of Stars" og "Hymn For The Weekend".
I 2014 blev Avicii Music AB også kategoriseret som det tredje mest voksende firma i Europa.
Imens Bergling turnerede med hans True Tour blev han i Marts 2014 igen indlagt på grund af hans massive alkoholforbrug i Miami. Der fik han fjernet galdeblæren, og det aflyste hans show på samme års Ultra Music Festival. Han forsøgte efterfølgende at genoptage hans shows, men i september 2014 aflyste han alle kommende shows de næste 8 måneder.

### "Stories" og nedtrapning fra offentligheden (2015-2016)
Efter 8 måneders pause, udgav Bergling singlen "Feeling Good", som samplede Nina Simones sang af samme navn. Sangen var et samarbejde med Volvo, der skulle vise verden, at Bergling var tilbage. Bergling begyndte igen at optræde live, og begyndte at promovere hans kommende album "Stories". Han spillede fast på klubben Ushuaïa i Ibiza henover sommeren, mens rygter om hans helbred spredte sig på internettet. Bergling blev flere gange set spillende med krykker og bandage om den ene hånd, fordi han angiveligt i et raserianfald havde slået hånden i en væg. Han angreb også flere journalister på internettet, og udviste aggressiv adfærd. Den 2. september 2015, aflyste Bergling derfor alle kommende shows. I hans biografi fra 2021, blev det senere hen afsløret at grunden til hans aggressive adfærd, var et forbrug af opioider, som han havde haft i 2015. Han blev derefter indlagt på et rehabiliteringscenter, hvor han blev afvænnet af pillerne.
Imens Bergling var indlagt, blev hans andet studiealbum "Stories" udgivet den 2. oktober 2015. Albummet modtog blandede anmeldelser, og var ikke ligeså succesfuldt som hans tidligere album. Dog var Stories stadig det tredje mest spillede album på musiktjenesten Spotify i 2015. Fra albummet Stories var blandt andet singlen "Waiting For Love", som senere hen har fået øget popularitet på internettet med memet "Monday Left Me Broken Cat".
Efter Berglings indlæggelse, rejste han sammen med en masse sangskrivere fra USA's vestkyst til østkysten mod Miami, hvor han skulle spille i 2016. Der skrev de sange bl.a. i Monument Valley og ved Grand Canyon, som alt sammen blev livestreamet på YouTube. Der skrev han blandt andet hans kommende single "Without You".
Efter at han den 19. marts 2016 spillede hans første show i 6 måneder på Ultra Music Festival, annoncerede han, at hans tour i 2016 ville være hans sidste nogensinde. Hans helbred kunne ikke holde til de heftige liveoptrædener. Han optrådte for sidste gang den 28. august 2016, på Ushuaïa Beach Hotel i Ibiza.
I december 2016 fortalte Bergling at han efter 8 år havde droppet samarbejdet med hans manager, Arash Pournouri, og forladt pladeselskabet PRMD. I stedet havde han fået en kontrakt med Universal Music Sweden.

### "Avīci (01)" og død (2017-2018)
Efter Berglings tilbagetrækning fra livescenen, holdte han en lang pause fra offentligheden. Han brød tavsheden på det sociale medie Instagram med et opslag, hvor han annoncerede en snarlig udgivelse af nyt musik. Det indeholdt et billede af Machu Picchu, og indeholdt titlerne på hans kommende sange som hashtags.
Den 10. august 2017 udgav Bergling hans tredje EP "Avīci (01)". EP'en var en samling af sange han havde arbejdet på i 2017, samt sangen "Without You" med svenske Sandro Cavazza på vokaler. EP'en var nr. 3 på den danske album hitliste.
I september 2017 blev dokumentaren "Avicii: True Stories" udgivet. Dokumentaren satte manageren Arash "Ash" Pournouri og hans firma At Night Management under kritik. Dokumentaren handlede om Berglings helbredsproblemer og hans tilbagetrækning fra offentligheden.
I et interview med svenske Pete Tong, udtalte Bergling at EP'en var den første i en række af tre. I forbindelse med den tredje EP ville hele det samlede album blive udgivet.
I løbet af marts 2018, postede Bergling klip på Instagram, hvor han arbejde på ny musik med en masse svenske kunstnere. Sangene fra de klip endte med at blive udgivet i hans posthume album "TIM".

### Posthume udgivelser og eftermæle (2018-nu)
Efter Berglings død i 2018, blev det fortalt, at han angiveligt havde over 200 ikke udgivne sange. Geffen Records CEO, Niel Jacobson, udtalte desuden at albummets musik var den bedste han nogensinde havde udgivet.
I april 2019, blev det offentliggjort at Berglings sidste album "TIM", ville blive udgivet posthumt. Samme dag blev singlen "SOS" også udgivet. SOS var angiveligt 80-85 % færdig før Berglings død, hvor kun vokalerne manglede. Den anden single, "Tough Love", blev udgivet den 9. maj 2019. Den tredje single "Heaven" med Chris Martin, blev udgivet den 6. juni 2019. Sangen var lavet i 2014, men blev først færdiggjort i 2016. Albummet blev udgivet den 10. juni 2019. Den 5. december 2019, blev albummets sidste single, "Fades Away" udgivet. Den blev udgivet i anledningen af en hyldestkoncert til ære for Bergling.
Den 24. januar 2020 blev singlen "Forever Yours" udgivet. Sangen var oprindeligt fra 2016, hvor den blev spillet af Bergling på blandt andet Ultra Music Festival samme år. Sangen var efterfølgende blev færdiggjort af den norske DJ Kygo. Sangen blev første gang spillet til "Avicii Tribute Concert" i december 2019.
I februar 2021 besluttede den svenske regering at en mindeplads vil blive tilegnet ham i Östermalm i Stockholm.
Den 18. maj 2021 blev det offentliggjort, at den ikoniske svenske nationalarena Globen ville ændre navn til Avicii Arena.Navneskiftet ville blandt andet sætte større fokus på unges mentale helbred, og siden indvielsen har der årligt kørt en koncert til minde om Bergling med navnet Together For A Better Day.
Tim - Biografien om Avicii blev udgivet den 16. november 2021 af den svenske journalist Måns Mosesson.Bogen ville fortælle "den ærlige historie" om Berglings liv, og den indeholdt mange nye oplysninger om hans liv.
Den 26. februar 2022 åbnede et museum om Avicii, Avicii Experience, i kulturhuset SPACE i Stockholm. Museet indeholder interaktive oplevelser, herunder VR, hvor man kan få en oplevelse af de forskellige perioder i Berglings liv.
Den 14. februar 2024, offentliggjorde britiske Zac Brown Band via. X, at Berglings remix af deres sang "Beautiful Drug", vil blive udgivet den 16. februar 2024. Zac Brown Band samarbejdede også med Bergling på hans single "Broken Arrows", fra albummet Stories.
Den 19. april 2024, blev det annonceret at dokumentaren "Avicii - I'm Tim" ville premiere på Tribeca Festival i New York den 9. juni 2024. Filmen vil blandt andet indeholde interviews med Aloe Blacc, David Guetta, Nile Rodgers og Chris Martin. Den er instrueret af svenske Henrik Burman.

## Død

### Optakt
Efter flere måneders arbejde rejste Bergling den 8. april 2018 til Oman. Han tjekkede ind på Muscat Hills Resort Hotel i Muscat, og holdt den 9. april 2018 et sidste konferencemøde med Per Sundin og Universal Music. Her talte de blandt andet om hvilke sange, det kommende album skulle indeholde, hvilke kunstnere Bergling ville samarbejde med når han kom hjem og en planlagt tur til Kenya, hvor Bergling skulle producere musik med de lokale indfødte. Han tog den 14. april billeder med flere fans og tjekkede ud den næste dag. Han rejste herefter videre til en grund ejet af den omanske sultan. Den 16. april skrev han ifølge den officielle biografi en sidste besked til sin mor. Samme dag kontaktede han en tidligere terapeut, Paul Tanner, og udtrykte en bekymring for sin tilstand. Han følte en "uvirkelighed", og han aftalte til sidst med Tanner at mødes med ham i den nærmeste fremtid. Geffen Records CEO, Niel Jacobson, har fortalt at han sidst havde kontakt med Bergling den 18. april. Den 19. april 2018 blev et post lagt op på Berglings facebook og instagram, der indeholdt et billede af ham i hjemmet i LA med titlen "studiomode". Billedet blev taget ned efter hans død. Dagen inden hans død, blev Bergling ifølge Daily Mail, set ude på en yacht med sine venner. Dog er der senere blevet spekuleret i, om billedet blev taget en hel uge inden hans død. Dagen han døde, den 20. april, skrev han et sidste notat i sin journal: "Sjælens udslettelse er den sidste frigørelse, før den kommer igen!".
Ifølge Berglings biografi, havde en af hans tourguides ringet til Berglings far dagen inden hans død, den 19. april. Bergling havde udøvet selvskade, og havde været en tur på hospitalet. Samtidigt havde han stoppet med at spise, mediterede i flere timer, og han nægtede at kommunikere på andre måder end skrevne sedler. Guiden var bekymret for Berglings helbred, og Berglings far, der var på ferie ved De Kanariske Øer, valgte at rejse med det samme. Til gengæld, ville guiden holde Bergling under stærk bevogtning indtil forældrene ankom. Dagen efter havde Bergling under en middag, trukket sig tilbage, og han blev bare et kvarter senere fundet død. En anden kilde, Stoppa Pressarna, har i stedet fortalt, at Bergling selv kontaktede et unavngivent familiemedlem, hvor indholdet i opkaldet var så forstyrrende, at de valgte at rejse til Oman med det samme. Begge kilder er dog enige om, at Berglings bror, David, ankom til Oman bare to timer for sent. Hans forældre ankom den næste dag.

### Død
Berglings død blev bekræftet kl 19 (svensk tid) via. hans pressekontakt Ebba Lindqvist i en meddelelse til Aftonbladet. Dødsfaldet blev bekræftet af det svenske udenrigsministerium. I begyndelsen blev ingen dødsårsag angivet, men flere nyhedssider hentydede til, at hans tidligere alkoholproblemer kunne have en indflydelse. Bergling opholdte sig på dødstidspunktet på en "luksus-gård", der var ejet af den omanske sultan. Gården var sikret med sikkerhedsvagter og døre. Dagen efter Berglings død, bekræftede Omans politi, at Berglings død ikke var relateret til noget kriminelt.Familien udsendte en meddelelse den 23. april, hvor de takkede hans fans, kollegaer og venner for deres støtte. En anden meddelelse blev udgivet den 26. april, hvor familien hentydede til, at Bergling døde af selvmord med teksten "Han kunne ikke fortsætte mere. Han ville have fred". Den 1. maj 2018, reporterede TMZ, at Bergling døde af selvpåført vold med en ødelagt vinflaske. Deres kilder var uenige om hvor skaden var påført, en kilde sagde håndleddet, mens en anden sagde nakken.
Dødsårsagen blev bekræftet af Berglings far i et interview med CNN, næsten et år efter hans død. Berglings far, så sønnens død som et "trafikuheld". Han mente ikke, at det var planlagt, men at det var noget, der var sket pludseligt. Samtidigt blev Tim Bergling Foundation stiftet, hvis formål er at bekæmpe psykisk sygdom og selvmord blandt unge i Sverige.

### Reaktioner
Efter Berglings død, udtrykte flere kollegaer, venner og andre deres sorg. Blandt hans tidligere samarbejdspartnere var blandt andet Madonna, Imagine Dragons, Aloe Blacc, Robbie Williams, Martin Garrix og Rita Ora. Udover disse udtrykte Calvin Harris, Sabrina Carpenter, Dua Lipa og Charlie Puth også deres medfølelse, selvom de aldrig havde arbejdet sammen med Bergling.
Udenfor musikverdenen udtrykte flere også medfølelse for Bergling. Den svenske prins Carl-Philip og prinsesse Sofia udsendte en pressemeddelelse, hvor de blandt andet takkede ham for at have spillet til deres bryllup. Også Stefan Lövfen, der var Sveriges statsminister, udtrykte sin sorg på Instagram.Også den danske YouTuber Albert Dyrlund, beskrev Bergling som en af hans største inspirationer.

## Top 100 DJ's rankings
- 2010: #39 (ny på listen)
- 2011: #6 (27 pladser op)
- 2012: #3 (3 pladser op)
- 2013: #3 (ingen ændring)
- 2014: #6 (3 pladser ned)[74]
- 2015: #7 (1 plads ned)[74]
- 2016: #11 (4 pladser ned)[74]
- 2017: #28 (17 pladser ned)

## Filmografi
| År   | Titel                | Rolle    | Filmtype   |
| ---- | -------------------- | -------- | ---------- |
| 2017 | Avicii: True Stories | Ham selv | Dokumentar |
| 2024 | Avicii - I'm Tim     | Ham selv | Dokumentar |

## Diskografi
Hovedartikel: Avicii's diskografi

### Albummer
- 2013: True
- 2015: Stories
- 2019: TIM